# División de Honor de Guadalupe 2018-19
La División de Honor 2018-19 fue la edición 68 de la División de Honor de Guadalupe.

## Formato
En el torneo participan 14 equipos de los cuales juegan entre sí todos contra todos 2 veces totalizando 26 partidos cada uno; al término de las 26 jornadas el club con mayor puntaje se proclamará campeón y de cumplir los requisitos se clasificará a la CONCACAF Caribbean Club Shield 2020, del otro lado los últimos 3 descenderán a la Promotion d'Honneur Régionale.

## Tabla de posiciones
Actualizado el 20 de junio de 2019.
| Pos. | Equipo              | PJ | PG | PE | PP | GF | GC | DG  | Pts. | Clasificado a                         |
| ---- | ------------------- | -- | -- | -- | -- | -- | -- | --- | ---- | ------------------------------------- |
| 1    | Amical Club (C)     | 26 | 16 | 7  | 3  | 42 | 20 | +22 | 81   | Campeón, CONCACAF CCS 2020 y CAF 2020 |
| 2    | CS Moulien          | 26 | 16 | 5  | 5  | 35 | 16 | +19 | 79   | CAF 2020                              |
| 3    | US Baie-Mahault     | 26 | 13 | 9  | 4  | 50 | 22 | +28 | 74   | CAF 2020                              |
| 4    | Phare du Canal      | 26 | 12 | 10 | 4  | 33 | 19 | +14 | 72   | CAF 2020                              |
| 5    | Arsenal Club        | 26 | 12 | 7  | 7  | 23 | 18 | +5  | 69   |                                       |
| 6    | La Gauloise         | 26 | 10 | 7  | 9  | 31 | 23 | +8  | 63   |                                       |
| 7    | USR Sainte-Rose     | 26 | 9  | 9  | 8  | 31 | 28 | +3  | 62   |                                       |
| 8    | Solidarité Scolaire | 26 | 10 | 4  | 12 | 28 | 28 | 0   | 60   |                                       |
| 9    | Stade Lamentinois   | 26 | 8  | 8  | 10 | 31 | 35 | -4  | 58   |                                       |
| 10   | AS Le Gosier        | 26 | 8  | 7  | 11 | 31 | 41 | -10 | 57   |                                       |
| 11   | UNAR                | 26 | 6  | 6  | 14 | 24 | 34 | -10 | 50   |                                       |
| 12   | L'Etoile (D) (*)    | 26 | 7  | 4  | 15 | 30 | 41 | -11 | 50   | Promotion d'Honneur Régionale 2019-20 |
| 13   | Siroco (D)          | 26 | 6  | 3  | 17 | 17 | 43 | -26 | 47   | Promotion d'Honneur Régionale 2019-20 |
| 14   | RS Guadeloupe (D)   | 26 | 4  | 2  | 20 | 16 | 56 | -40 | 40   | Promotion d'Honneur Régionale 2019-20 |

(*) El L'Etoile de Morne-à-l'Eau se le restaron 1 punto.